# Viscount Frankfort de Montmorency

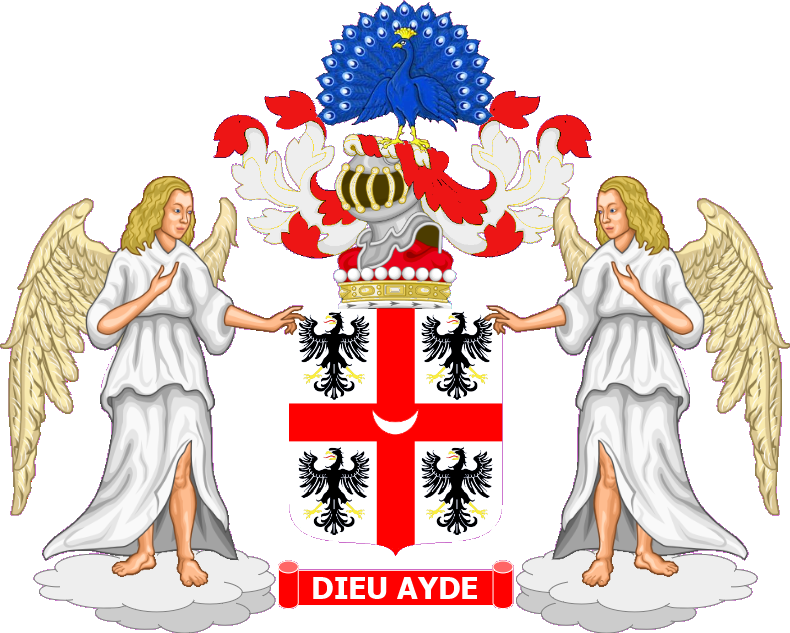
Wappen der Viscounts Frankfort de Montmorency

Viscount Frankfort de Montmorency, of Galmoye in the County of Kilkenny, war ein erblicher britischer Adelstitel in der Peerage of Ireland.
Der Titel wurde am 22. Januar 1816 für den ehemaligen Abgeordneten im irischen Unterhaus Lodge de Montmorency, 1. Baron Frankfort, geschaffen. Ihm war bereits am 31. Juli 1800, ebenfalls in der Peerage of Ireland der fortan nachgeordnete Titel Baron Frankfort, of Galmoye in the County of Kilkenny, verliehen worden. 1815 hatte er mit königlicher Lizenz seinen Familiennamen von „Morres“ zu „de Montmorency“ geändert. Er beanspruchte dabei eine agnatische Abstammung seiner Familie vom Adelsgeschlecht Montmorency, einem der ältesten und angesehensten Adelsgeschlechtern Frankreichs; dieser Anspruch wurde in Frankreich nie anerkannt.
Beide Titel erloschen beim kinderlosen Tod von Lodges Urenkel, des 4. Viscounts sowie Barons Frankfort, am 5. Juli 1917.

## Liste der Viscounts Frankfort de Montmorency (1816)
- Lodge de Montmorency, 1. Viscount Frankfort de Montmorency (1747–1822)
- Lodge de Montmorency, 2. Viscount Frankfort de Montmorency (1806–1889)
- Raymond de Montmorency, 3. Viscount Frankfort de Montmorency (1835–1902)
- Willoughby de Montmorency, 4. Viscount Frankfort de Montmorency (1868–1917)